# Augustus Pitt Rivers

Augustus Pitt Rivers

Augustus Henry Lane Fox Pitt Rivers (* 14. April 1827 bei Bramham, Yorkshire; † 4. Mai 1900 in Rushmore, Wiltshire) war ein britischer Offizier, Ethnologe und Archäologe und wird wegen der von ihm entwickelten Systematik zur Einordnung und Bewertung archäologischer Funde als der „Vater der britischen Archäologie“ bezeichnet.

## Leben und Wirken
Augustus Pitt Rivers wurde als Augustus Henry Lane Fox geboren und war das einzige Kind des William Lane-Fox, Gutsherr von Hope Hall bei Bramham nordöstlich von Leeds, aus dessen Ehe mit Lady Caroline Douglas, Schwester des 17. Earl of Morton.
Ab 1841 absolvierte er eine Kadettenausbildung am Militärakademie Sandhurst, bevor er 1845 als Ensign der Grenadier Guards in die britische Armee eintrat. Während seiner Dienstzeit war er in Irland, Kanada und auf Malta und stationiert. Ab 1851 war er Ausbilder am neuen Miniégewehr an der Militärakademie Woolwich und war 1853 maßgeblich an der Gründung der Infanterieschießschule (School of Musketry) in Hythe, Kent, beteiligt. Als Lieutenant der Grenadier Guards nahm er kurzzeitig am Krimkrieg teil, kämpfte in der Schlacht an der Alma und zu Beginn der Belagerung von Sewastopol wurde für seine Verdienste im Felde 1854 zum Brevet-Major befördert und 1858 mit dem osmanischen Mecidiye-Orden fünfter Klasse ausgezeichnet. 1857 wurde er in der Armee zum Lieutenant-Colonel, 1867 zum Brevet-Colonel und 1877 zum Major-General befördert.
Als 1880 sein Großonkel Horace Pitt-Rivers, 6. Baron Rivers (1814–1880) kinderlos starb, erbte er dessen 32,000 acres umfassende Ländereien in Dorset, Hampshire und Wiltshire, einschließlich des Familiensitzes Rushmore House in Wiltshire, und ergänzte er als testamentarische Voraussetzung hierzu seinen Familiennamen um den Zusatz „Pitt-Rivers“.
1882 schied er aus dem aktiven Militärdienst aus und erhielt ehrenhalber den Rang eines Lieutenant-General. Im selben Jahr wurde er auf Initiative seines Schwiegersohnes Sir John Lubbock, 4. Baronet, zum „Inspektor für geschichtliche Denkmäler“ (Inspektor of Ancient Monuments) ernannt. Von 1884 bis 1885 amtierte er als High Sheriff von Dorset. 1893 erhielt er das Ehrenamt des Colonels der Prince of Wafes’s Volunteers (South Lancashire Regiment), das er bis zu seinem Tod ausübte.
Sein Interesse für Ethnologie und Archäologie entwickelte Pitt Rivers in den Jahren seiner Auslandseinsätze in der britischen Armee. Er wurde ein anerkannter Fachmann auf diesem Gebiet. Innerhalb von fünf Jahren wurde er als Fellow in die Ethnological Society of London (1861), die Society of Antiquaries of London (1864) und die Anthropological Society of London (1865) berufen.
Am Ende seiner militärischen Laufbahn hatte Pitt Rivers eine ethnographische Sammlung mit über zehntausend Einzelstücken zusammengetragen, von denen die meisten allerdings nicht vor Ort gesammelt, sondern auf Auktionen erstanden wurden. Beeinflusst durch die evolutionstheoretischen Schriften von Charles Darwin und Herbert Spencer ordnete er die Sammlung typologisch und innerhalb dieser Ordnung chronologisch. Diese Systematisierung, die chronologisch die Evolution einzelner Artefakte aufzeigte, war eine revolutionäre Neuerung bei der Präsentation von Ausstellungsstücken in Museen.
Pitt Rivers führte auf seinen 1880 geerbten Ländereien, die reich an historischem Material aus der römischen und angelsächsischen Periode Englands waren, ab Mitte der 1880er Jahre bis zu seinem Tod umfangreiche archäologische Ausgrabungen durch. Gemessen am damaligen Standard war seine Arbeitsweise außerordentlich akribisch und er wird allgemein als der erste britische Archäologe betrachtet, der auf einer streng wissenschaftlichen Grundlage arbeitete. Der wesentliche Aspekt seiner Arbeit war, dass er darauf bestand, alle Artefakte zu sammeln und zu katalogisieren und nicht nur die „schönen“ oder „einzigartigen“. Diese Betrachtungsweise und Methode zur Sammlung auch alltäglicher Objekte brach mit der bis zu dem Zeitpunkt oft üblichen Weise der archäologischen Forschung, die sich mehr als „Schatzsuche“ darstellte.
In seinem Amt als Inspektor für geschichtliche Denkmäler war Pitt Rivers verantwortlich für die Katalogisierung und Erhaltung archäologischer Fundstellen in Großbritannien. Obwohl er dieses Ziel mit der ihm eigenen Methodik verfolgte, stieß er oft auf rechtliche Schwierigkeiten, da er gegenüber Landbesitzern, auf deren Grund diese Fundstellen lagen, wenig Befugnisse hatte, um zu verhindern, dass die Monumente vernichtet wurden.
Die Sammlungen von Pitt Rivers bilden die Grundlage der Ausstellung im Pitt Rivers Museum in Oxford.

## Werke
- On the improvement of the rifle, as a weapon for general use. W. Clowes and Sons, London 1858.
- Excavations on Cranborne Chase, near Rushmore. 4 Bände, London 1887–1898.
- Excavations in Bokerly and Wansdyke, and their bearing on the Roman occupation of Britain. In: Transactions of the Lancashire & Cheshire Antiquarian Society. Band 8, 1892, S. 1–20.